# 4-я гвардейская бомбардировочная авиационная дивизия
4-я гвардейская бомбардировочная авиационная Борисовская Краснознамённая дивизия — авиационная бомбардировочная дивизия в Великой Отечественной войне.

## История
Ведёт свою историю от 223-й ближнебомбардировочной авиационной дивизии, созданной 18 мая 1942 года на базе 7-й ударной авиагруппы.

27 июня 1943 года 223-я ближнебомбардировочная авиационная дивизия преобразована в 223-ю бомбардировочную авиационную дивизию.

### Боевой путь
3 сентября 1943 года 223-я бомбардировочная авиационная дивизия за успешно проведённые боевые действия в Спас-Деменской операции, преобразована Приказом НКО СССР № 265 в 4-ю гвардейскую бомбардировочную авиационную дивизию.
В конце 1943 года ведёт бомбардировку живой силы и техники противника. Прокладывает путь своим стрелковым и танковым войскам, которые вели ожесточённые бои за освобождение Смоленска. Лётчики бомбят опорные пункты врага в районе Спас-Деменска, Харламова, Гнездилово, Авдеево.
В июльские дни 1944 года войска 1-го Прибалтийского фронта, взаимодействуя с авиацией, преодолевая яростное сопротивление врага, продвигались к западным границам довоенных территорий СССР.
Перед наступлением войск фронта дивизия в составе 1-го гвардейского бомбардировочного авиационного корпуса из резерва ВГК снова передаётся в состав 3-й воздушной армии.
В июле 1944-го части дивизии наносили массированные удары по железнодорожным станциям Кебляй, Мейтене, Елгава, Рига и срывали перевозки подкреплений противника из районов Даугавпилса и Риги в район Елгавы. На этих участках было уничтожено до 30 эшелонов с войсками и техникой.
Приказом НКО № 0192 от 10 июля 1944 года на основании Приказа ВГК № 126 от 1 июля 1944 года 4-й гвардейской бомбардировочной авиационной дивизии присвоено почётное наименование «Борисовская».
Указом Президиума Верховного Совета СССР 4-я Гвардейская «Борисовская» бомбардировочная авиационная дивизия награждена орденом Красного Знамени.
Далее бои идут на территории Восточной Пруссии. 8 апреля самолёты дивизии бомбили и обстреливали опорные пункты вдоль реки Преголя и залива Фришес-Гафф. Наводчики, находившиеся в сухопутных войсках, точно указывали им цели. К исходу дня 8 апреля Кёнигсберг был отрезан от земландской группировки.
Кроме 4-й, 1-й и 3-й Воздушных армий, в боях за Кёнигсберг участвовала авиация Краснознамённого Балтийского флота. Днём и ночью самолёты дивизии штурмовали и бомбили сильно укреплённые форты города-крепости, башни и другие оборонительные сооружения.
9 апреля 1945 года утром и днём шли бои на улицах города, большая часть которого уже была освобождена, а вечером комендант гарнизона принял ультиматум о капитуляции.
После падения Кёнигсберга, авиация дивизии принимает участие в разгроме противника на Земландском полуострове и овладении его крупной военно-морской базой Пиллау. На этом полуострове находились 8 дивизий и остатки разгромленной в Хейльсбергском укреплённом районе 4-й армии гитлеровцев.
Здесь дивизия и встречает известие о великой Победе 9 мая 1945 года.
4-я гвардейская бомбардировочная авиационная Борисовская Краснознамённая дивизия закончила войну в составе 5-го гвардейского бомбардировочного авиационного Витебского корпуса 15-й воздушной армии Ленинградского фронта, при попытках прорвать оборону Курляндского котла, где и после капитуляции Германии партизанское сопротивление продолжалось до июля 1945 года.

## Участие в битвах и операциях
- Белорусская операция «Багратион» — с 23 июня 1944 года по 29 августа 1944 года.
- Витебско-Оршанская операция — с 23 июня 1944 года по 28 июня 1944 года.
- Минская операция — с 29 июня 1944 года по 4 июля 1944 года.
- Рижская операция — с 14 сентября 1944 года по 22 октября 1944 года.
- Прибалтийская операция — с 14 сентября 1944 года по 24 ноября 1944 года.
- Мемельская операция — с 5 октября 1944 года по 22 октября 1944 года.
- Блокада и ликвидация Курляндской группировки — с 26 декабря 1944 года по 9 мая 1945 года.
- Восточно-Прусская операция (1945) — с 13 января 1945 года по 25 апреля 1945 года.
- Кёнигсбергская операция — с 6 апреля 1945 года по 9 апреля 1945 года.
- Земландская наступательная операция — с 13 апреля 1945 года по 25 апреля 1945 года.

## Состав дивизии
- 124-й гвардейский бомбардировочный авиационный Ленинградский Краснознамённый ордена Кутузова полк — с 3 сентября 1943 года до окончания войны.
- 125-й гвардейский бомбардировочный авиационный Борисовский ордена Кутузова полк имени Героя Советского Союза Марины Расковой — с 3 сентября 1943 года до окончания войны.
- 126-й гвардейский бомбардировочный авиационный Молодечненский ордена Александра Невского полк- с 3 сентября 1943 года до окончания войны.

## Подчинение
- С 3 сентября 1943 года по 26 декабря 1943 года — в составе 2-й воздушной армии Западного Фронта.
- С 26 декабря 1943 года по 1 июня 1944 года — в составе Резерва Верховного Главного Командования.
- С 1 июня 1944 года по ? июля 1944 года — в составе 1-й воздушной армии, 3-го Белорусского Фронта.
- С ? июля 1944 года по ? февраля 1945 года — в составе 3-й воздушной армии, 1-го Прибалтийского Фронта.
- С ? февраля 1945 года по 1 апреля 1945 года — в составе 15-й воздушной армии, 2-го Прибалтийского Фронта.
- С 1 апреля 1945 года до окончания войны — в составе 15-й воздушной армии Курляндской Группы Войск Ленинградского Фронта.

В составе корпусов:
- С 3 сентября 1943 года по 26 декабря 1944 года — в составе 1-го гвардейского бомбардировочного авиационного корпуса.
- С 26 декабря 1944 года до окончания войны — в составе 5-го гвардейского бомбардировочного авиационного Витебского корпуса.

## Дивизией командовали
Командиры дивизии
- подполковник Косенко, Иван Константинович с 18 мая 1942 по 15 июня 1942
- полковник Юзеев, Леонид Николаевич с 16 июня 1942 по 24 мая 1943
- гвардии генерал-майор авиации Котляр, Феодосий Порфирьевич[1], с 25 мая 1943 года по июль 1945 года
- гвардии полковник Таряник Григорий Аверьянович[2], с июля 1945 года

Начальник политотдела
- гвардии полковник Теперский, Павел Михайлович

## Награды и наименования
| Награда                             | Дата                 | За что получена |
| ----------------------------------- | -------------------- | --- |
| Гвардейская                         | 3 сентября 1943 года | За проявленные в боях мужество и высокое лётное мастерство, организованность и героизм |
| почётное наименование «Борисовская» | 1 июля 1944          | за отвагу и мужество личного состава при освобождении г. Борисов |
| Орден Красного Знамени              | 05.04.1945           | За образцовое выполнение заданий командования в боях с немецкими захватчиками за овладение городом Клайпеда (Мемель) и проявленные при этом доблесть и мужество Указом Президиума Верховного Совета СССР от 5 апреля 1945 года награждена орденом «Красного Знамени». |

Награды и почётные наименования полков:
- Приказом НКО № 0192 от 10 июля 1944 года на основании Приказа ВГК № 126 от 1 июля 1944 года 125-му Гвардейскому бомбардировочному авиационному полку имени М. Расковой присвоено почётное наименование «Борисовский».
- Приказом НКО на основании Приказа ВГК № 130 от 5 июля 1944 года 126-му гвардейскому бомбардировочному авиационному полку присвоено почётное наименование «Молодечненский»
- Указом Президиума Верховного Совета СССР от 19 февраля 1945 года 124-й гвардейский «Ленинградский» Краснознамённый бомбардировочный авиационный полк награждён орденом Кутузова III степени.
- Указом Президиума Верховного Совета СССР от 19 февраля 1945 года 125-й гвардейский «Борисовский» бомбардировочный авиационный полк имени М. Расковой награждён орденом Кутузова III степени.
- Указом Президиума Верховного Совета СССР от ? мая 1945 года 124-й гвардейский Ленинградский Краснознамённый ордена Кутузова III степени бомбардировочный авиационный полк награждён орденом Суворова III степени.
- Указом Президиума Верховного Совета СССР от ? мая 1945 года 125-й гвардейский Борисовский ордена Кутузова IIIстепени бомбардировочный авиационный полк имени М. Расковой награждён орденом Суворова III степени.
- Указом Президиума Верховного Совета СССР 126-й гвардейский Молодечненский бомбардировочный авиационный полк награждён орденом Александра Невского.

Объявлены благодарности:
Воинам дивизии объявлены благодарности Верховного Главнокомандующего:
- За отличие в боях при овладении последним опорным пунктом обороны немцев на Земландском полуострове городом и крепостью Пиллау — крупным портом и военно-морской базой немцев на Балтийском море[5].

## Отличившиеся воины
- Живолуп, Михаил Андреевич, гвардии подполковник, командир 126-го гвардейского бомбардировочного авиационного полка. Золотая Звезда № 1125.
- Павлов, Николай Дмитриевич, гвардии младший лейтенант, флагманский стрелок-радист. Золотая Звезда № 4169.
- Джунковская, (Маркова) Галина Ивановна, гвардии старший лейтенант, штурман эскадрильи 125-го гвардейского бомбардировочного авиационного полка. Золотая Звезда № 8912.
- Люлин, Сергей Михайлович, гвардии капитан, штурман эскадрильи 124-го гвардейского бомбардировочного авиационного полка. Посмертно.
- Федутенко, Надежда Никифоровна, гвардии майор, командир эскадрильи 125-го гвардейского бомбардировочного авиационного полка. Золотая Звезда № 7930.
- Фомичёва, Клавдия Яковлевна, гвардии капитан, командир эскадрильи 125-го гвардейского бомбардировочного авиационного полка 4-й гвардейской бомбардировочной авиационной дивизии 1-го гвардейского Бомбардировочного Авиационного Корпуса 3-й воздушной армии удостоена звания Герой Советского Союза. Золотая Звезда № 7929.
- Долина (Мельникова) Мария Ивановна, гвардии капитан, заместитель командира эскадрильи 125-го гвардейского бомбардировочного авиационного полка 4-й гвардейской бомбардировочной авиационной дивизии 5-го гвардейского бомбардировочного авиационного корпуса 3-й воздушной армии Указом Президиума Верховного Совета СССР 18 августа 1945 года удостоена звания Герой Советского Союза. Золотая Звезда № 7926
- Зубкова Антонина Леонтьевна, гвардии старший лейтенант, штурман эскадрильи 125-го гвардейского бомбардировочного авиационного полка 4-й гвардейской бомбардировочной авиационной дивизии 5-го гвардейского бомбардировочного авиационного корпуса 3-й воздушной армии Указом Президиума Верховного Совета СССР 18 августа 1945 года удостоена звания Герой Советского Союза. Золотая Звезда № 7928
- Котляр Феодосий Порфирьевич, гвардии генерал-майор авиации, командир 4-й гвардейской бомбардировочной авиационной дивизии 5-го гвардейского бомбардировочного авиационного корпуса 3-й воздушной армии Указом Президиума Верховного Совета СССР 29 июня 1945 года удостоен звания Герой Советского Союза. Золотая Звезда № 6314
- Савицкая (Кравченко) Валентина Флегонтовна, гвардии капитан, штурман 125-го гвардейского бомбардировочного авиационного полка 4-й гвардейской бомбардировочной авиационной дивизии 5-го гвардейского бомбардировочного авиационного корпуса 15-й воздушной армии Указом Президента РФ № 347 от 10 апреля 1995 года удостоена звания Герой Российской Федерации[6]

Кавалеры ордена Славы 3-х степеней:
- Маликов, Николай Иванович, гвардии старшина, воздушный стрелок-радист 124-го гвардейского бомбардировочного авиационного полка.